# Папулин, Николай Андреевич
Николай Андреевич Папулин (1779—1848) — русский купец, предприниматель и коллекционер, старообрядец.
Благодаря его деятельности к середине XIX века Судиславль стал одним из крупнейших центров старообрядчества Российской империи. 

## Биография
Родился в 1779 году в Судиславле (ныне Костромской области) в купеческой семье старообрядцев-федосеевцев.
С ранних лет занимался грибным промыслом: собирал, сушил, солил грибы, а затем продавал их. Этому способствовали известные на всю Россию судиславские грибные места. Так он заработал заработал свой основной капитал. Однако к 1812 году Николай Папулин обеднел, и в этом же году он получил от императора Александра I разрешение на строительство богадельни, которая была построена на пожертвования купцов-старообрядцев. Согласно документам 1820 года, в папулинской богадельне проживало 65 человек, хотя она была рассчитана на гораздо меньшее количество людей. Богадельня имела неплохой доход, так как многие из ее постояльцев принимали участие в грибном промысле. 
Николай Андреевич разбогател, стал владельцем маслобойного завода и полотняной фабрики, а также главой судиславских купцов-старообрядцев, владевших солидными капиталами, которые частично направлялись на поддержку старообрядчества. Некоторые крестьяне (в том числе и беглые), а также беглые каторжники принимались на работу и содержались на деньги староверов, получая не только кров и заработок, но и защиту от властей. При этом беглые крестьяне трудились за ничтожное вознаграждение, укрывались в старообрядческих скитах, богадельнях и подземельях.
У Папулина была страсть к коллекционированию. Он купил предметы внутреннего убранства (1350 икон), включая иконостас церкви в честь Благовещения Богородицы в Сольвычегодске. Собрал большое количество икон кисти Андрея Рублёва, строгановских иконописцев, древних поморов, старопечатные книги и рукописи.
В начале 1830-х годов деятельностью Николая Папулина заинтересовались в Санкт-Петербурге. По доносу сообщалось, что в богадельне регулярно совершаются богослужения, а сам Папулин обвинен в незаконной покупке икон. Расследованием занимался костромской губернатор М. Н. Жемчужников. Но отправленный в Судиславль специальный отряд не нашел никаких нарушений. И всё же в 1846 году Н. А. Папулин был арестован по личному распоряжению императора Николая I и был отправлен в ссылку в Кирилло-Белозерский монастырь, а затем на Соловецкие острова.
Умер Папулин в 1848 году, место его захоронения неизвестно.
В доме, где жил Папулин, в настоящее время располагается детская музыкальная школа.